# Amtsgericht Posen
Das Amtsgericht Posen war ein preußisches Amtsgericht mit Sitz in Posen (Provinz Posen).

## Geschichte
Das königlich preußische Amtsgericht Posen wurde mit Wirkung zum 1. Oktober 1879 als eines von neun Amtsgerichten im Bezirk des Landgerichtes Posen im Bezirk des Oberlandesgerichtes Posen gebildet. Der Sitz des Gerichtes war Posen. Sein Gerichtsbezirk umfasste den Stadtkreis Posen und den Landkreis Posen sowie aus dem Kreis Schrimm den Stadtbezirk Moschin und Teile der Polizeidistrikte Bnin und Moschin. Am Gericht bestanden 1880 13 Richterstellen. Das Amtsgericht war damit das größte Amtsgericht im Landgerichtsbezirk. Gerichtstage wurden in Moschin und Stenschewo gehalten. Der Amtsgerichtsbezirk kam aufgrund des Versailler Vertrages 1919 zu Polen, und das Amtsgericht stellte seine Arbeit ein. An seine Stelle trat das polnische Sąd Powiatowy w Poznaniu. Im Jahre 1939 wurde Polen deutsch besetzt. Im Rahmen der Neuorganisation der Gerichte in Ostdeutschland und im ehemaligen Polen wurden das Amtsgericht Posen neu gebildet und erneut dem Landgericht Posen zugeordnet.
Im Jahre 1945 wurde der Amtsgerichtsbezirk unter polnische Verwaltung gestellt, und die deutschen Einwohner wurden vertrieben. Damit endete auch die Geschichte des Amtsgerichtes Posen. Unter polnischer Verwaltung entstand das Sąd Rejonowy w Poznaniu (1950–1975: Sąd Powiatowy w Poznaniu).